# Zeugung
Unter Zeugung (von althochdeutsch giziogon ‚beschaffen‘, ‚fertigen‘), Fertilisation, Befruchtung oder selten auch Prokreation werden die Vorgänge verstanden, die zur Bildung einer Zygote aus einer Eizelle (Oozyte) führen. Unter anderem beim Menschen verschmelzen dazu zwei Keimzellen: das männliche Spermium und die weibliche Eizelle.
Entstehen die Nachkommen aus unbefruchteten Eizellen, wird von einer Jungfernzeugung oder Parthenogenese gesprochen.

## Ablauf der natürlichen Befruchtung beim Menschen
Der Vorgang der Befruchtung der Eizelle beim Menschen lässt sich in drei Phasen unterteilen: Kapazitation und Spermienwanderung, Andocken der Samenzelle an die Eizelle und deren Fusion, Kortikale Reaktion mit Abschluss der Meiose der Eizelle und die Aktivierung der Zygote.

### Kapazitation und Spermienwanderung

#### Kapazitation
Bei einem Samenerguss während eines Vaginalverkehrs gelangen ca. drei bis fünf ml Sperma (Samenflüssigkeit) des Mannes in die weibliche Vagina. Das entspricht etwa 200–600 Millionen Spermien. Während der meisten Zeit des Zyklus sterben sie im sauren Milieu der Vagina innerhalb von ½–3 Stunden ab. Sobald während der Follikelreifungsphase – östrogenstimuliert – Zervixschleim gebildet wird, können die Spermien in diesem Zervixschleim in den Zervixdrüsen des Gebärmutterhalses bis zu 5 Tage überleben und auf einen Eisprung warten. Auf ihrem Weg zum Eileiter werden die Spermien erst zeugungsfähig, indem bestimmte Proteine im Sperma und an den Spermien durch weibliche Enzyme entfernt werden. Der Vorgang der Kapazitation dauert einige Stunden, in denen die Spermien kein Ei befruchten können. Nur wenige Hundert Spermien erreichen den Eileiter. Diese sich bei der Frau abspielenden Vorgänge und alle nachfolgenden hier behandelten Abläufe werden insgesamt als Empfängnis bezeichnet.

#### Spermienwanderung
Die Verflüssigung des Zervixschleims in der Zeit des Eisprungs ermöglicht, dass innerhalb von etwa eineinhalb Stunden bis zu einige Millionen Spermienzellen in den Gebärmutterhals vordringen. Der Gebärmutterhals wird zu einem Reservoir, aus dem im Laufe von drei Tagen nach und nach Spermien in die Uterushöhle abgegeben werden.
Die weitere Entwicklung hängt davon ab, ob sich in einem der Eileiter eine befruchtungsfähige Eizelle befindet oder ob ein Eisprung bevorsteht. Die Spermien können sich mehrere Tage lebend im Eileiter aufhalten. Wenn ein Eisprung erfolgt ist, bewegen sich die Spermien auf die Eizelle zu. Für das Auffinden der Eizelle werden hormongesteuerte Abläufe vermutet oder auch der Einfluss eines Stoffes, der von der Eizelle abgegeben wird, für den die Spermien einen Duftrezeptor (OR1D2 und hOR17-4) besitzen. Die Spermien bewegen sich vermutlich dem Konzentrationsgefälle eines Duftstoffes entgegen. Neuere Untersuchungen zeigten, dass der Duftstoff Bourgeonal, welcher auch im Duft von Maiglöckchen vorhanden ist, den o. g. Duftrezeptor in den Spermien aktiviert und so zu einer positiven Chemotaxis führt. Allerdings spielen wahrscheinlich auch noch andere Faktoren eine Rolle. Nach neusten Erkenntnissen wird ein Steuerungssystem der Spermien durch das weibliche Hormon Progesteron aktiviert, welches den Eizellen als anlockender Botenstoff dient, welcher in den Spermien die Kalzium-Konzentration ansteigen lässt. Das Schlagmuster ihres Schwanzes wird dadurch verändert, so dass die Spermien die Eizelle ansteuern können.

### Andocken an die Eizelle und Fusion
Eizellen sind von einer lockeren Schicht von Follikelzellen umgeben. Über der Plasmamembran der Eizelle befindet sich außerdem die Zona pellucida, eine Schicht von verschiedenen engmaschigen Glykoproteinen. Durch beide muss das Spermium, um mit der Eizelle verschmelzen zu können. Spezielle Glykoproteine der Zona pellucida binden an auftreffenden Spermienköpfen und lösen die Fusion des Akrosoms mit der Zona pellucida aus. Die im Akrosom gespeicherten Enzyme lösen die Zona pellucida auf und ermöglichen dem Spermium, die darunter liegende Plasmamembran zu erreichen. Die Akrosomreaktion bewirkt weiter eine Aktivierung und Exponierung von Proteinen auf dem Spermium, die spezifisch an passenden Rezeptoren auf der Plasmamembran des Eis binden.

### Kortikale Reaktion, Abschluss der Meiose, Aktivierung der Zygote

#### Kortikale Reaktion
Bei Kontakt verschmelzen nun Spermium und Eizelle und das gesamte Spermium wird in die Eizelle gezogen. Sekunden danach kommt es zu einem massiven Na+-Einstrom, was zu einer Depolarisation der Eizellenmembran führt. Diese Depolarisation der Membran dauert etwa eine Minute an, bevor sie durch einen K+-Ausstrom wieder repolarisiert wird. Da Spermien aber nur bei einem Membranpotenzial von -70mV mit der Eizelle verschmelzen können, wird eine weitere Befruchtung durch andere Spermien für eine kurze Zeit verhindert (Polyspermie). Dieser Vorgang wird als „schneller Block gegen Polyspermie“ bezeichnet. Die Depolarisation wird durch den „langsamen Block gegen Polyspermie“ abgelöst, bei dem die Zona pellucida durch Enzyme aus den Corticalgranula ihre Struktur verändert und sich gegen weitere Penetration durch Spermien schützt.

#### Abschluss der Meiose
Ist das Spermium in die Eizelle aufgenommen worden, beendet diese ihre zweite Reifeteilung oder Meiose II. Sie schnürt hierbei ein letztes Polkörperchen ab. Wie vorher hat sie jetzt nur noch den haploiden Ein-Chromatid-Chromosomensatz vorliegen. Die männlichen und weiblichen haploiden Ein-Chromatid-Chromosomen verwandeln sich zu haploiden Zwei-Chromatid-Chromosomen. So bilden sich der männliche und der weibliche Vorkern. Diese vereinigen sich jetzt zu einem vollständigen, 2-fachen oder diploiden Zwei-Chromatid-Chromosomensatz. Damit ist der Vorgang der eigentlichen Zeugung abgeschlossen, es hat sich eine befruchtete Zelle gebildet, die Erbgut beider Elternteile in sich trägt.

#### Aktivierung der Zygote
Die befruchtete Zelle, die als Zygote bezeichnet wird, beginnt einen Tag nach der Zeugung mit der Zellteilung. Sie erreicht nach etwa drei Tagen im 12- bis 16-Zellen-Stadium die Gebärmutter, wo sie sich etwa fünf bis sechs Tage nach dem Eisprung in der Gebärmutterschleimhaut einnistet, womit nach vorherrschender Meinung die Schwangerschaft beginnt. War die Einnistung erfolgreich, wird folglich das humane Choriongonadotropin (kurz hCG-Hormon) steigend produziert, wodurch ab diesem Tag ein vorperiodlicher Schwangerschaftstest möglich ist.

## Jahreszeitliche Schwankung der Zeugungsraten beim Menschen
Bis ca. zu den 1960er-Jahren wurden im Frühling in den meisten Gesellschaften der nördlichen Hemisphäre nachweislich mehr Kinder gezeugt – bis zu 10 % über dem Jahresmittel – als in den anderen Jahreszeiten. In den 1960er- und 1970er-Jahren änderte sich dies vergleichsweise abrupt: das Maximum verlor an Ausprägung und erstreckte sich auch in den Sommer und teilweise sogar den Herbst hinein. Eine naheliegende Erklärung für diesen Vorgang ist die zunehmende Unabhängigkeit des Menschen von jahreszeitlichen Schwankungen der Temperatur und des Sonnenlichts durch fortschreitende Technik und immer größere Anteile der Bevölkerung, die von meteorologischen Bedingungen unabhängige Berufe ausüben.